# Cody Gesuelli
Cody Gesuelli (16 de abril de 1998) es un deportista estadounidense que compite en gimnasia en la modalidad de trampolín. Ganó tres medallas en el Campeonato Mundial de Gimnasia en Trampolín, entre los años 2021 y 2023.

## Palmarés internacional
| Campeonato Mundial | Campeonato Mundial       | Campeonato Mundial | Campeonato Mundial |
| Año                | Lugar                    | Medalla            | Prueba             |
| ------------------ | ------------------------ | ------------------ | ------------------ |
| 2021               | Bakú (Azerbaiyán)        | Medalla de plata   | Equipo mixto       |
| 2022               | Sofía (Bulgaria)         | Medalla de plata   | Equipo mixto       |
| 2023               | Birmingham (Reino Unido) | Medalla de oro     | Equipo mixto       |